# Frederik Nassau de Zuylestein (1684-1738)

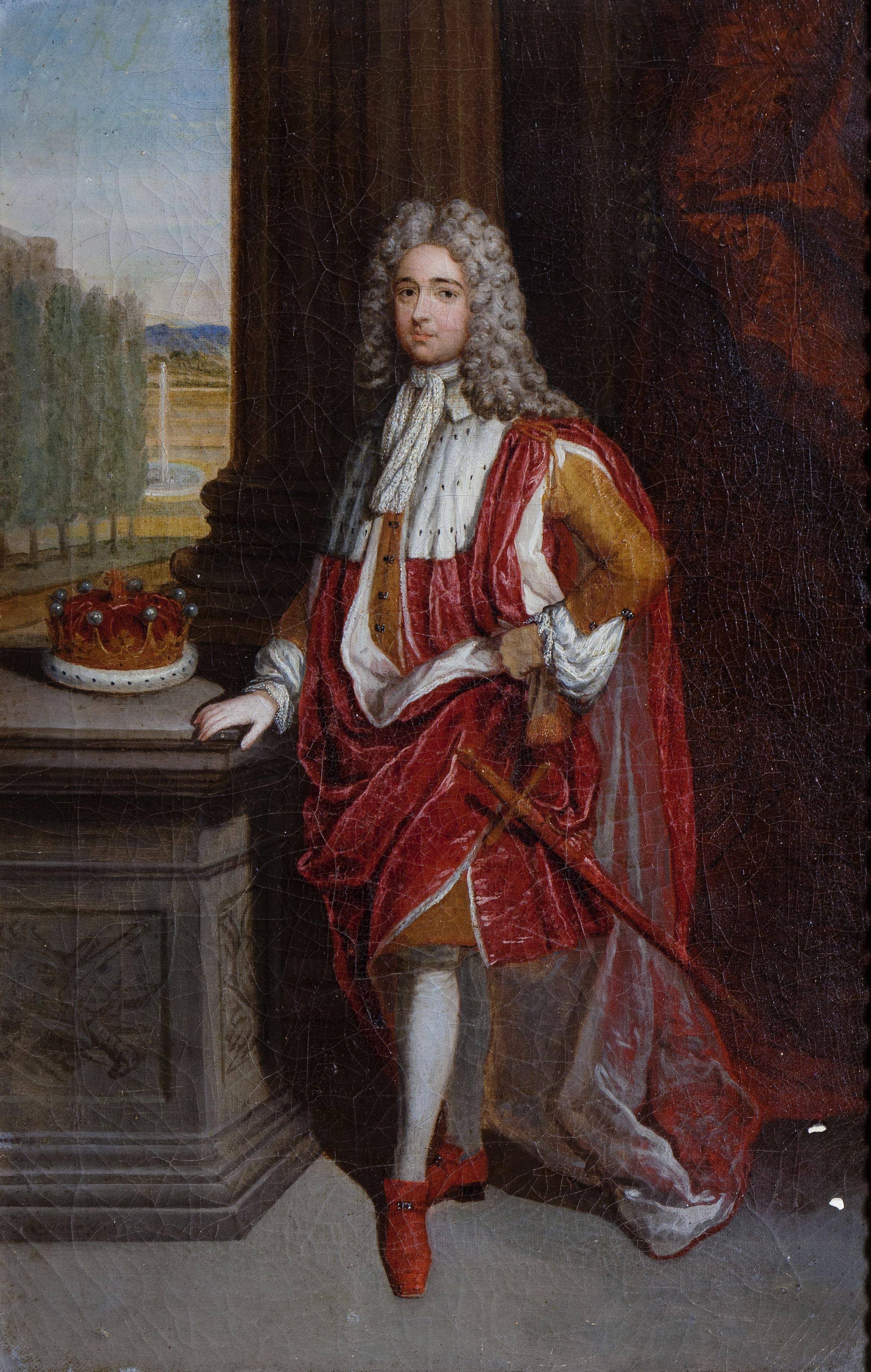
Frederik van Nassau-Zuylestein (1682-1738), graaf van Rochford

stamwapen van Nassau-Zuylestein

Frederick Nassau de Zuylestein (Leersum, 31 januari 1684 – Londen, Lincoln's Inn Field, 14 juni 1738), was de 3e graaf van Rochford. 
Nassau de Zuylestein was een zoon van William Nassau de Zuylestein (1649-1708) en Jane Wroth (1659–1703). Hij volgde in 1710 zijn broer William Henry (1682-1710) op als 3e graaf van Rochford en heer van Zuylestein, Leersum en Waayenstein. 
Hij trouwde met Bessy Savage (1699-1746). Zij was een dochter van Richard Savage 4e graaf Rivers (1654-1712).
- William Nassau de Zuylestein (1717-1781), 4e graaf van Rochford
- Richard Savage Nassau de Zuylestein, (1723-1780)

Nassau de Zuylestein stierf in 1738 en werd opgevolgd door zijn zoon William.